# Jobillico
 (avril 2025).
Jobillico est un site web de recrutement fondé à Québec en 2007 par Nicolas Chabot et Serge Lavallée. C'est un site de recherche d’emploi conçu pour permettre aux entreprises d’attirer, de sélectionner et d'embaucher les meilleurs candidats.
En générant plus de 80 000 visites par jour et en attirant plus de 25 millions de visiteurs par année, le site permet à 10 000 employeurs et à 3 millions de chercheurs d’emploi de se rencontrer,.

## Évolution de Jobillico
L’idée de départ de Jobillico était de mettre en relation le maximum de recruteurs avec le plus de chercheurs d’emplois possible et de changer ainsi les méthodes de recrutement. L’entreprise se lance à la conquête du marché québécois de l’emploi en 2010. Après un démarrage rapide, l’entreprise perce le marché du Canada anglais et ouvre un bureau à Toronto. en 2014. Aujourd’hui, l’entreprise compte environ 120 employés.
Jobillico remporte en 2015 le Trophée Vision, décerné par la Chambre de commerce et d'industrie de Québec, dans la catégorie Entreprise visionnaire en émergence,. La même année, elle est lauréate des Fidéides dans deux catégories : Jeune entreprise et Entreprise de l’année (petite entreprise),,. Elle est également lauréate des Mercuriades 2016 dans la catégorie  Développement d’une technologie Web ou mobile,.
En 2016, Jobillico annonce un financement de 8 millions de dollars de Capital régional et coopératif Desjardins et d’investisseurs privés dans le but d’accélérer son expansion,.

## Jobillico en chiffres
La plateforme compte plus de 25 millions de visites par année au Canada et plus de 3 millions d’utilisateurs. Chaque utilisateur peut recevoir des alertes courriel à la fréquence qu'il souhaite. Celles-ci contiennent les emplois qui correspondent le mieux à son profil. Chaque mois, Jobillico envoie plus de 19 millions d'alertes courriel à ses utilisateurs.
Côté entreprises, ce sont plus de 10 000 clients qui recrutent par le biais de la plateforme affichant ainsi plus de 90 000 offres d’emploi par jour.

## La culture Jobillico
Jobillico définit sa culture d’entreprise au moyen de six valeurs : la générosité, la détermination, la créativité, l’évolution, la proactivité et la collaboration.
Jobillico a créé à l’interne une vision marketing nommée « marketing humain » qui a pour mission de : « faire émerger une force gravitationnelle qui attire et engage les différents publics cibles de l’entreprise ».
Le fondement du Marketing Humain (ou MH) repose sur le principe que les employés doivent transcender la vision, les valeurs et la marque Jobillico.
L’ensemble des approches et stratégies marketing humain vise à ce que tous les employés deviennent le moteur principal pour véhiculer la marque Jobillico. C’est un objectif omniprésent dans toutes les actions, que ce soit au moment de créer de nouveaux produits, de concevoir une nouvelle page web, de traduire les valeurs Jobillico en mots et en stratégies.

## Les partenaires de Jobillico
En 2018, le leader du recrutement proactif renforce son réseau grâce à des partenariats avec Google et avec Guichet-Emplois. Cette collaboration vise à augmenter la visibilité des 50 000 offres d’emplois publiées quotidiennement sur la plateforme et à renforcer la présence pancanadienne de Jobillico.
Concernant l’entente avec Google, cette fonction est directement intégrée au moteur de recherche. Elle permet aux candidats d’effectuer des recherches très ciblées, notamment en fonction de leur localisation. Lorsque ces derniers saisissent des mots-clés tels « emplois près de chez moi » ou « emploi conseiller Québec », les résultats les plus pertinents leur sont proposés. Des renseignements supplémentaires sont affichés lorsque les candidats cliquent sur le titre du poste. Par la suite, un bouton permet d’accéder à la page de l’offre sur Jobillico afin de postuler.

## Outils de recrutement Jobillico

### Le système de suivi des candidatures (ATS) et parcours d'embauche
Un ATS (ou « Application Tracking System ») est un système de gestion de données utilisé dans le recrutement en ligne. Un tel système permet de publier des offres d’emploi à divers endroits simultanément et de faire le suivi d’information.
À l’ATS s’ajoute le « parcours d’embauche », un outil de gestion des candidatures qui permet de centraliser le recrutement en un seul et même endroit.
Un parcours d’embauche est constitué d’une suite d’étapes ajustables aux besoins de l’entreprise. On peut choisir, par exemple, d’ajouter une étape qui permet la présélection des candidats ou encore de procéder à une entrevue vidéo, et ainsi de suite. On peut aussi, à certaines conditions, retrancher des étapes du parcours ou en changer l’ordre. Chaque offre d’emploi a désormais au moins un parcours par défaut qui comporte 5 étapes.

### Test des 5 facteurs de la personnalité
En partenariat avec Psychometrics Canada, Jobillico a lancé en septembre 2018 le test des 5 facteurs de la personnalité. Ce test psychométrique permet d’évaluer la personnalité des candidats et plus précisément leurs comportements face à des situations professionnelles mises en scène. Cinq facteurs sont évalués avec le test : la fiabilité, la maîtrise de soi, le souci des autres, la sociabilité et l’esprit d’innovation. Il a pour but de faciliter le processus de sélection des candidats en établissant un degré de correspondance entre la personnalité du candidat et le profil idéal pour le poste.
Le tout est présenté aux candidats sous forme de questionnaire comportant 50 questions, une fois rempli, il devient accessible aux recruteurs sous la forme d’un résumé expliquant les résultats.